# 인공지능연구원
인공지능연구원(Artificial Intelligence Research Institute; AIRI)은 인공지능 기술혁신에 필요한 연구개발을 수행하고, 관련 기업 및 스타트업 등과 협력함으로써 모든 산업 분야에 인공지능을 확산하고, 따라서 국가경쟁력 제고하기 위하여 설립된 연구기관이다.[1][2][3] 독일 인공지능연구소 (DFKI)를 모델로하여 삼성전자, LG전자, SK텔레콤, KT, 네이버, 현대자동차, 한화생명의 7개 기업이 각각 30억원씩, 총 210억원을 출자하여 주식회사의 법인격으로 설립한 연구기관이다.[4] 경기도 성남시 분당구 글로벌R&D센터 연구동(A) 5층에서 시작했으나 2019년 가을에 정자역 인근 KINS Tower 13층으로 이사했다. 
정부 연구비의 특별 지원이 무산되자 민간 연구 조직임을 명확히 하기 위하여 2018년 3월 19일 지능정보기술연구원에서 (주)인공지능연구원으로 상호 변경했다.

## 연혁
- 2016년 7월 28일 지능정보기술연구원 설립
- 2016년 8월 1일 김진형 원장 제1대 취임[5]
- 2016년 10월 11일 지능정보기술연구원 개원식[6]
- 2018년 3월 19일 인공지능연구원 상호명 변경
- 2019년 6월 17일 김영환 원장 제2대 취임

## 주요 업무
- 인공지능 기술개발 선도
- 인공지능 전문인력 확충
- 데이터인프라 구축
- 인공지능 관련 사업생태계 조성
- 참여기업의 사업성을 제고할 수 있는 신기술 확보
- 융합신산업의 확산과 사회공헌
- 중소기업의 인공지능 연구개발에 관한 지도/조언 및 각종 지원
- 인공지능 관련 기술력을 가진 중소/중견/벤처기업 및 스타트업 등에 대한 투자